# Strażnica WOP Sadzarzewice
Strażnica WOP Sadzarzewice/Polanowice – podstawowy pododdział graniczny Wojsk Ochrony Pogranicza pełniący służbę ochronną na granicy polsko-niemieckiej.

## Formowanie i zmiany organizacyjne
Strażnica została sformowana w 1945 w strukturze 6 komenda odcinka jako 29 strażnica WOP (Sadersdorf) o stanie 56 żołnierzy. Kierownictwo strażnicy stanowili: komendant strażnicy, zastępca komendanta do spraw polityczno-wychowawczych i zastępca do spraw zwiadu. Strażnica składała się z dwóch drużyn strzeleckich, drużyny fizylierów, drużyny łączności i gospodarczej. Etat przewidywał także instruktora do tresury psów służbowych oraz instruktora sanitarnego.
W 1947 rozwiązano 6 komendanturę odcinka Koło i jej 26 i 29 strażnicę. Pozostałe strażnice przejął zreformowany 7 odcinek w Gubinie.

## Ochrona granicy

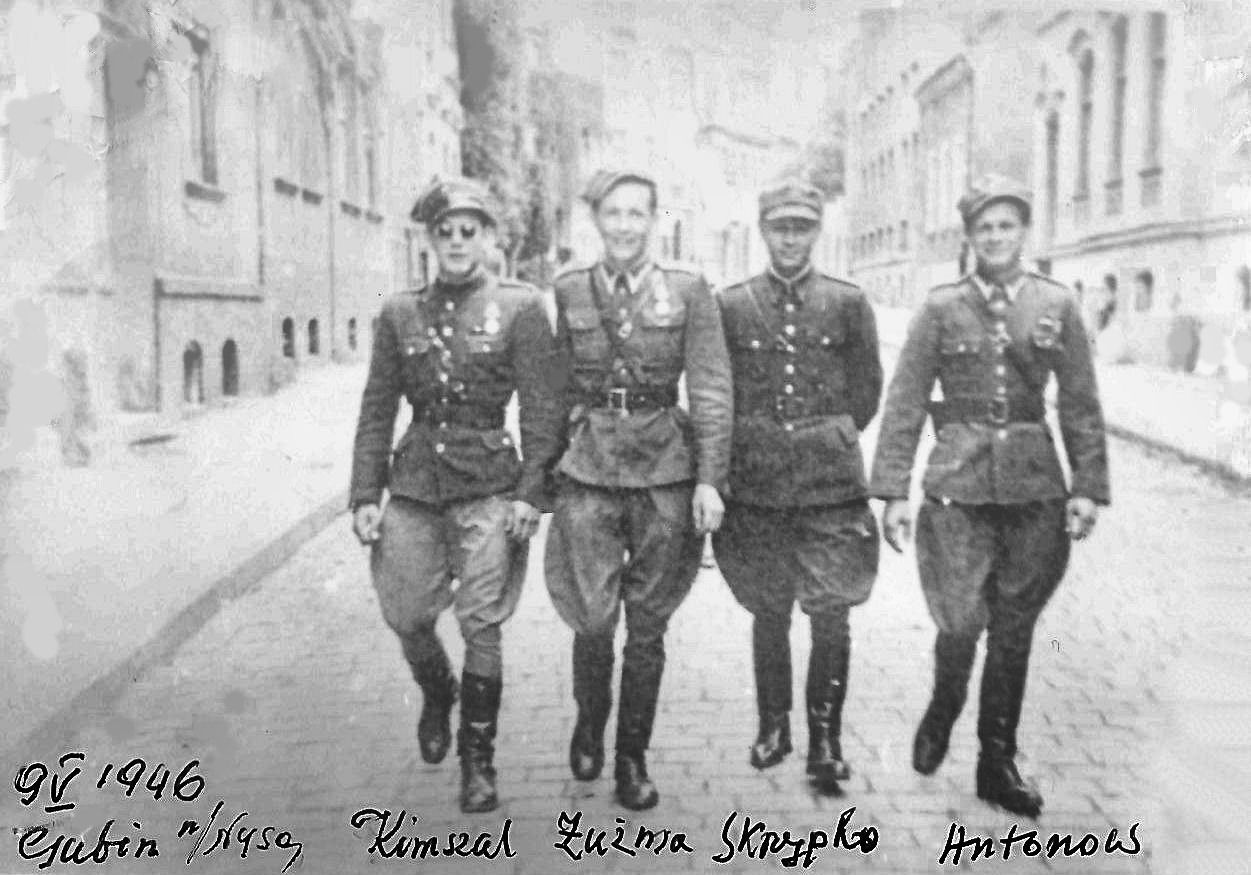
Pierwszy z prawej - por. Piotr Antonow

Strażnice sąsiednie:
28 strażnica WOP Markosice⇔30 strażnica WOP Sękowice – w 1946.

## Dowódcy strażnicy
- por. Piotr Antonow (3.12.1945–?)
- ppor. Leon Gruza